# Bundesratswahl 1977
Die Bundesratswahl 1977 fand am 7. Dezember 1977 statt. Sie wurde nötig, weil die beiden Bundesräte Ernst Brugger (FDP) und Pierre Graber (SP) ihren Rücktritt erklärt hatten.

## Ausgangslage

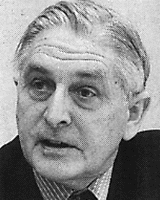
Ernst Brugger, zurückgetretener Bundesrat

Ernst Brugger wurde am 10. Dezember 1969 als Nachfolger von Hans Schaffner in den Bundesrat gewählt. Er stand während seiner Amtszeit dem Volkswirtschaftsdepartement vor.
Pierre Graber wurde gleichentags als Nachfolger von Willy Spühler gewählt. Er stand dem Politischen Departement vor, dem heutigen EDA.

## Kandidatenkür

### Nachfolge von Ernst Brugger (FDP)
Für die Nachfolge von Ernst Brugger kristallisierte sich bald der Zürcher Ständerat Fritz Honegger heraus. Er war schon 1969 nach dem Rücktritt Schaffners im Gespräch. Damals verzichtete er jedoch auf eine Kandidatur.

### Nachfolge von Pierre Graber (SP)

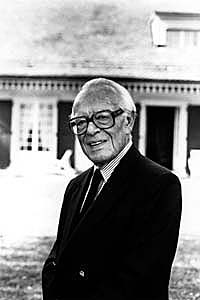
Pierre Graber (1989), zurückgetretener Bundesrat

Bei der SP waren mehrere Kandidaten im Gespräch, neben dem Genfer Staatsrat Willy Donzé und dem Tessiner Gewerkschafter und Zürcher Nationalrat Ezio Canonica drei Neuenburger: Nationalrat René Felber, Ständerat Pierre Aubert und Staatsrat René Meylan. Die SP Neuenburg unterstützte wie die Präsidenten und Sekretäre der übrigen Westschweizer Parteisektionen Felber. Die Zürcher und die Tessiner Kantonalpartei unterstützten Canonica. Meylan galt als bei den bürgerlichen Parteien beliebt. Die Kandidatur Canonicas war umstritten, da die Romandie auf ihrem zweiten Sitz bestand. Bei der Kandidatenkür im 100 Mitglieder zählenden Parteivorstand schied Meylan im dritten und Canonica im vierten Wahlgang aus. Eine Entscheidung zwischen dem führenden Felber (39 Stimmen) und dem zweitplatzierten Aubert (35 Stimmen) wurde der Fraktion überlassen. In der Fraktion nominierte Walter Renschler Canonica und Meylan erneut. Meylan verzichtete jedoch. Im zweiten Wahlgang wurde Aubert mit 34 Stimmen vor Felber mit 14 und Canonica mit 10 Stimmen zum Kandidaten gekürt. Ausschlaggebend für die Entscheidung der SP-Fraktion war das Bemühen, eine erneute Wahlniederlage wie bei der Bundesratswahl 1973, als Willi Ritschard anstelle von Arthur Schmid gewählt worden war, zu verhindern.

## Wahl
Honegger, dessen Wahl kaum umstritten war, setzte sich im ersten Wahlgang durch. Aubert erhielt, obwohl er sich im Vorfeld gegen zahlreiche andere Kandidaten hatte durchsetzen müssen, sogar noch 17 Stimmen mehr.

### Detailergebnisse der Ersatzwahl von Ernst Brugger

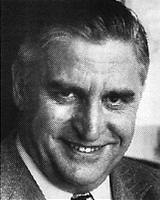
Fritz Honegger, neu gewählter Bundesrat

|                         | 1. Wahlgang |
| ----------------------- | ----------- |
| ausgeteilte Wahlzettel  | 240         |
| eingegangene Wahlzettel | 230         |
| leer/ungültig           | 20/2        |
| gültig Total            | 208         |
| absolutes Mehr          | 105         |
| Fritz Honegger (FDP)    | 173         |
| Verschiedene            | 35          |

### Detailergebnisse der Ersatzwahl von Pierre Graber

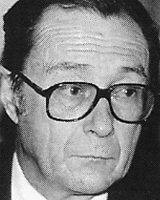
Pierre Aubert, neu gewählter Bundesrat

|                         | 1. Wahlgang |
| ----------------------- | ----------- |
| ausgeteilte Wahlzettel  | 239         |
| eingegangene Wahlzettel | 239         |
| leer/ungültig           | 7/0         |
| gültig Total            | 232         |
| absolutes Mehr          | 117         |
| Pierre Aubert (SP)      | 190         |
| Ezio Canonica (SP)      | 24          |
| René Felber (SP)        | 12          |
| Verschiedene            | 6           |